# Hilda de Luxemburgo (1897-1979)
Hilda do Luxemburgo (15 de fevereiro de 1897 - 8 de setembro de 1979) foi uma princesa de Luxemburgo por nascimento e uma princesa de Schwarzenberg pelo casamento.  

## Início da vida
Hilda foi a terceira filha de Guilherme IV de Luxemburgo e sua esposa Maria Ana de Bragança, Grã-duquesa do Luxemburgo. Suas duas irmãs mais velhas eram  Maria Adelaide e Carlota.

## Casamento
Hilda casou com Adolfo, 10.º Príncipe de Schwarzenberg (18 de agosto 1890 - 27 de fevereiro de 1950) no Castelo de Berg em 29 de outubro de 1930. Eles não tiveram filhos.

## Títulos e estilos
- 15 de fevereiro de 1896 - 29 de outubro de 1930: Sua Alteza Grão-ducal a princesa Hilda do Luxemburgo.
- 29 de outubro de 1930 - 8 de setembro de 1979: Sua Alteza Grão-ducal a princesa Hilda do Luxemburgo, Princesa de Schwarzenberg.